# Coullia platychelipusoides
Coullia platychelipusoides är en kräftdjursart som beskrevs av Hamond 1973. Coullia platychelipusoides ingår i släktet Coullia och familjen Laophontidae. Inga underarter finns listade i Catalogue of Life.